# Pseudomastinocerus panamensis
Pseudomastinocerus panamensis är en skalbaggsart som beskrevs av Wittmer 1976. Pseudomastinocerus panamensis ingår i släktet Pseudomastinocerus och familjen Phengodidae. Inga underarter finns listade i Catalogue of Life.